# Mujeres y hombres y viceversa
Mujeres y hombres y viceversa fou un programa programa de cites i cerca de parella produït per Magnolia TV que s'emetia primer a Telecinco i posteriorment a Cuatro presentat per Emma García des de 2008 fins a 2018, i més tard per Toñi Moreno, Nagore Robles i Jesús Vázquez.